# Dreamscape (band)
Dreamscape is een Duitse progressieve metal band die is opgericht in 1986.

## Bezetting

### Huidige bandleden
- Erik Blomkvist - zanger
- Wolfgang Kerinnis - gitarist
- Ralf Schwager - bassist
- David Bertok - toetsenist
- Danilo Batdorf - drummer

### Voormalige bandleden
- Roland Stoll - zanger
- Tobi Zoltan - zanger
- Hubi Meisel - zanger
- Mischa Mang - zanger
- Stefan Gassner - bassist
- Benno Schmidtler - bassist
- Christoh Bastl - bassist
- Jan Vacik - toetsenist
- Thomas Hecht - drummer
- Stefan Petzold - drummer
- Bernhard Huber - drummer
- Klaus Engel - drummer
- Michael Schwager - drummer

## Biografie
Dreamscape werd in 1986 gevormd door gitaristen Wolfgang Kerinnis en Stefan Gassner. Na tal van wisselingen in de line-up vormden ze met Tobi Zoltan (zanger), Andreas Angerer (drummer) en Benno Schmitler (bassist) de eerste stabiele line-up. In 1992 speelden ze voor het eerste live. Tussen 1993 en 1995 maakten ze vervolgens, opnieuw in verschillende line-ups, drie demo's. 
Hierna nam de band haar eerste album Trance-Like State op dat in 1997 uitkwam op Rising Sun Records. Hierop volgden weer een aantal line-up wisselingen. Jan Vacik trad toe als toetsenist, waarna weer drie leden de band verlieten, waaronder Gassner. Tobi Zoltan werd vervolgens ontslagen. Hubi Meisel verving Zoltan als zanger. 
In 1999 kwam het volgende album, getiteld Very, uit. Vijf jaar later en een aantal line-up wisselingen later kwam End of Silence uit op Massacre Records. Weer twee jaar later, in 2007, volgde 5th Season. Dreamscape toerde vervolgens met Sieges Even, Circus Maximus en Symphony X. 
In 2008 werd Danilo Batdorf verving door Michael Schwager. Hetzelfde jaar planden Dreamscape en Lanfear enkele gezamenlijke optredens, maar doordat zanger Mischa Mang de band verliet werden deze uitgesteld. In april 2009 stelde de band met Erik Blomkvist een nieuwe zanger voor.

## Discografie

### Albums
- Trance-Like State (1997)
- Very (1999)
- End of Silence (2004)
- 5th Season (2007)